# Aloe expansa
Aloe expansa é uma espécie de liliopsida do gênero Aloe, pertencente à família Asphodelaceae.